# Atilio López
Higinio Atilio López Riveros (Villarrica, 1925. február 5. – 2016. július 14.) paraguayi labdarúgócsatár.